# Galabé

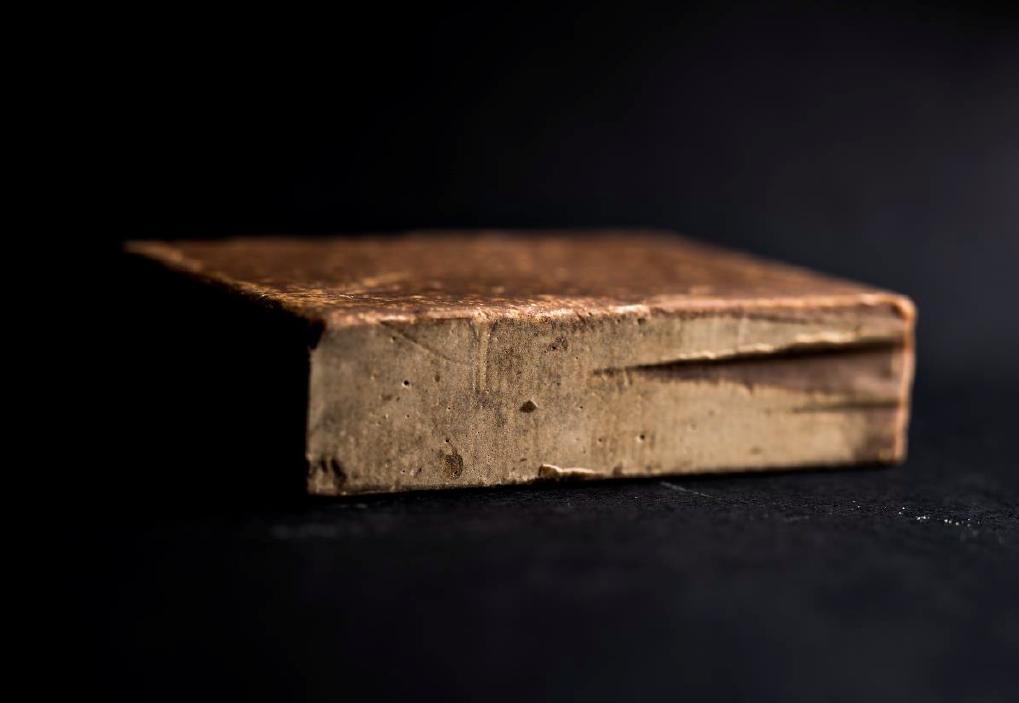
Pain de sucre Galabé

Le galabé est un sucre de canne complet originaire de l’île de La Réunion. Naturel, non raffiné et issu de la première pression de la canne, il est le fruit d'une préparation artisanale du jus de canne, qui suit les principes d'une méthode de fabrication réunionnaise traditionnelle. Le galabé est conçu sans additifs, sans colorants et sans conservateurs, et offre un apport nutritionnel riche en minéraux et oligo-éléments,. Ce sucre de canne brut, mordoré et cireux, développe un bouquet aromatique complexe. Sa texture mielleuse et sa longueur en bouche complètent ses caractéristiques gustatives originales.

## Étymologie
L'origine du mot galabé n’est pas avérée ; il pourrait venir de la langue malgache, l’un des nombreux dialectes parlés sur cette île aux cultures multiples. Le poète réunionnais Jean Albany aurait établi un lien entre le galabé, parfois orthographié galabet, et le galoubet, un instrument de musique utilisé dans les bals populaires à la Réunion, au cours desquels on trouvait régulièrement du galabé.

## Présentation et arôme
« Une présentation en lingots, une robe couleur caramel aux reflets dorés, une texture dense, mielleuse et presque crayeuse, et un arôme très prononcé. » Selon, Philippe Conticini, chef pâtissier : « C’est un sucre extrêmement goûteux, avec une forte complexité aromatique autour de parfums de réglisse, de vanille, une légère acidité, et une touche florale. En plus d’avoir le vrai goût du sucre brut, il est légèrement épicé, comme relevé. »

## Histoire
Le galabé était autrefois consommé comme une confiserie et fabriqué au feu de bois dans les arrière-cours des exploitations agricoles, selon un savoir-faire transmis oralement. Il aura fallu plusieurs mois à Alexis Rivière pour réussir à le refaire, en utilisant des archives de famille et des discussions avec les « anciens ».

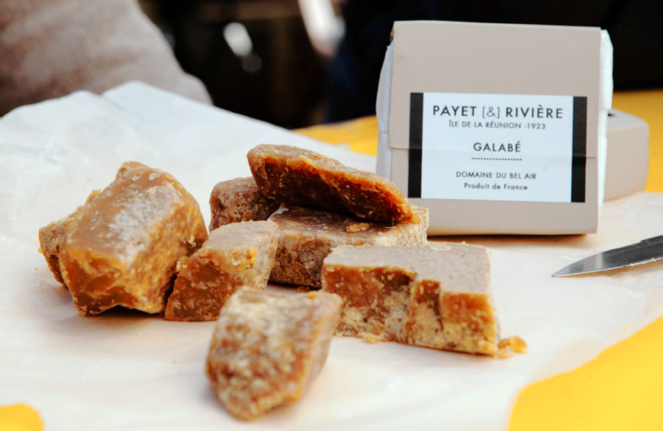
Le Galabé créé par Payet [&] Rivière

Depuis l’automne 2014, la société Payet et Rivière, fondée par Alexis Rivière, a relancé la fabrication du galabé et le commercialise auprès des grands chefs,,.
De l'autre côté de l'île de la Réunion, la maîtrise technique de la confiseuse de La Caille Blanche, située à l'Etang-Salé, l'a également remis à l'honneur, ex nihilo, et le commercialise, notamment sur Paris, depuis 2016 (lauréat du Salon Saveurs de Paris en 2018). Elle le travaille comme on le fait dans le vin : importance du type de canne, terroir, savoir-faire technique. 
En 2022, nouvelle étape de déclinaison de ce sucre brut non raffiné de canne par La Caille Blanche, par la création de velours de canne, ou sirop de galabé (lauréat au Salon Saveurs de Paris en 2023).

## Origine
Produit sur le domaine du Bel Air à Sainte-Suzanne, île de La Réunion. Situé dans le Nord-Est de l'île de la Réunion, le domaine de Bel Air est l'une des plus anciennes propriétés de l'île. La canne est cultivée sur ce terroir volcanique et tropical depuis le XIXe siècle. L’exploitation, qui s’étend sur près de 200 hectares, est gérée selon les principes de l’agriculture raisonnée. L’exploitation agricole de Bel-Air est membre de l’association Terr’Avenir, ce qui lui confère une certification ISO 14001.
Au sud de l'île, à l'Etang-Salé, l'exploitation de La Caille Blanche est plus réduite, permettant une parfaite maîtrise de l'ensemble du processus : sélection et tri des cannes, nettoyage des cannes (pour une pureté du produit), cuisson au chaudron mono-variétale, etc. 

## Fabrication
Ce sucre brut, riche en minéraux et en oligo-éléments, ne contient aucun additif et est obtenu uniquement par des procédés mécaniques. Alexis Rivière décrit brièvement le processus de fabrication mais en garde les secrets : « Il a fallu tester la recette à maintes reprises pour retrouver la méthode de fabrication originale, en se basant sur des archives familiales. D’abord, les cannes à sucre sont coupées à la main, ce qui permet de sélectionner les meilleures cannes. Puis, à l’aide d’un petit moulin, elles sont pressées pour en extraire le jus qui est ensuite filtré mécaniquement. L’étape de cuisson est la plus longue, plusieurs heures sont en effet nécessaires. Sous l’effet de la chaleur, les impuretés remontent. Une fois cuit, le sucre subit une série de manipulations. Le passage de l’état liquide à l’état solide (prise en masse) se fait très vite, entre 2 et 3 minutes. Enfin, le sucre est moulé, conditionné et prêt à l’emploi. »